# Formosa (Rebsorte)
Formosa ist eine italienische Rotweinsorte. Sie ist eine Neuzüchtung zwischen Trollinger x Delizia di Vaprio. Die Kreuzung erfolgte im Jahre 1926 in Rom durch den Züchter Alberto Piròvano. Formosa ist eine Tafeltraubensorte.
Formosa ist auch der Synonymname der Rebsorten Diagalves und Golden Queen, mit denen sie jedoch nicht verwandt ist.
Siehe auch den Artikel Weinbau in Italien sowie die Liste von Rebsorten.
Abstammung: Trollinger x Delizia di Vaprio.

## Synonyme
‘I.P. 245’, ‘Pirovano 245’.

## Ampelographische Sortenmerkmale
In der Ampelographie wird der Habitus folgendermaßen beschrieben:
- Die kegelförmige Traube ist groß (im Mittel 800 Gramm schwer) und lockerbeerig. Die länglichen Beeren sind groß und von violett-blauer Farbe. Der Geschmack der Beeren ist neutral. Formosa ist nicht kernlos.

Die Sorte reift ca. 20 Tage nach dem Gutedel und gilt somit noch als frühreifend. Formosa ist eine Varietät der Edlen Weinrebe (Vitis vinifera). Sie besitzt zwittrige Blüten und ist somit selbstfruchtend. Beim Weinbau wird der ökonomische Nachteil vermieden, keinen Ertrag liefernde, männliche Pflanzen anbauen zu müssen.